# Boglins
Boglins eller miniboglins var en sorts leksaksfigurer i gummimaterial, liknande små gobliner, som först lanserades av Mattel 1987. De kunde även användas som samlarobjekt. Det flexibla gummimaterialet gjorde det möjligt att ändra uttrycken hos figurerna. Mini Boglins lanserades 1991 av Ideal Novelty and Toy Co. Boglins nylanserades även som elektroniska och talande figurer under 2000-talet.